# Ctenophryne
Ctenophryne is een geslacht van kikkers uit de familie smalbekkikkers (Microhylidae). De groep werd voor het eerst wetenschappelijk beschreven door François Mocquard in 1904.
Er zijn zes soorten die voorkomen in noordelijk Zuid-Amerika. De kikkers hebben een afgeplat lichaam en een opvallend smalle kop. De soorten leven in en op de bodem en worden daardoor zelden gezien. De eieren worden afgezet in het water.

## Soorten
Geslacht Ctenophryne
- Soort Ctenophryne aequatorialis
- Soort Ctenophryne aterrima
- Soort Ctenophryne barbatula
- Soort Ctenophryne carpish
- Soort Ctenophryne geayi
- Soort Ctenophryne minor

Chiasmocleis · 
Ctenophryne · 
Dasypops · 
Dermatonotus · 
Elachistocleis · 
Gastrophryne · 
Hamptophryne · 
Hypopachus · 
Nelsonophryne